# Fintelligens
Fintelligens – fińska grupa hip-hopowa z Helsinek. Grupę założyło dwóch MC: Elastinen oraz Iso H. Grupa wydała dotychczas trzy albumy i jedną kompilację. Fintelligens są najpopularniejszą grupą hip-hopową w Finlandii, wszystkie ich płyty sprzedały się w nakładzie powyżej 15 000 egzemplarzy. 
We wczesnych latach 90. fińska hip-hopowa scena muzyczna była zdominowana przez humorystycznie grających wykonawców, takich jak Raptori. Wiele lat później, w 2000 roku grupa Fintelligens wydała płytę Renesanssi, która była jedną z pierwszych albumów granych "na poważnie". Album ten na nowo narodził fińską scenę muzyczną i zyskał status złotej płyty takimi przebojami jak Voittamaton, Kellareiden Kasvatit oraz nagraną ze szwedzkim MC Petter Stockholm-Helsinki. Rozpoczął on "renesans" fińskiej muzyki.
W 2001 roku grupa wydała płytę Tän Tahtiin oraz w 2002 roku, Kokemusten Summa. Grupa również nagrała piosenkę Kaikki peliin która była motywem muzycznym do mistrzostw świata w hokeju na lodzie w 2003 roku. Utwór ten odniósł olbrzymi sukces w Finlandii. W tym samym roku wydali ostatni jak dotychczas album stanowiący kompilacje oraz zaczęli pracę solową. 
Grupa Fintelligens była pionierami w tworzeniu i kreowaniu fińskiego stylu w rapie. Ma ona dziś wielu naśladowców w tym kraju.
Fintelligens założyli wspólnie z Kapasiteettiyksikkö wytwórnię płytową o nazwie Rähinä Records.
Grupa pracuje nad nowym albumem, mającym się ukazać w 2008 roku. 

## Dyskografia

### Albumy studyjne
- Renesanssi (2000)
- Tän tahtiin (2001)
- Kokemusten summa (2002)
- Lisää (2008)
- Mun tie tai maantie (2010)

### Single
- Vapaa tyyli / Finvasion (1998)
- Voittamaton (1999)
- Kellareiden kasvatit (2000)
- Stockholm-Helsinki (2000)
- Kelaa sitä (2000)
- Kaikki tietää / Viikonloppuilta (2001)
- Pää pystyyn (2001)
- Heruuks (2001)
- Kaks jannuu (2002)
- Sori (2002)
- En vaihtais päivääkään (2002)
- Kaikki peliin (2003)
- Vaan sil on väliä (2003)

### Kompilacje
- Nää vuodet 1997-2003 (2003)